# Scarborough (Ontario)
Pour les articles homonymes, voir Scarborough.
Scarborough forme la partie Est de la ville de Toronto en Ontario au Canada. Ce fut une ville indépendante pendant plus de 200 ans, mais elle fait partie du « District Est » de la ville de Toronto depuis 1998.

## Toponymie
Scarborough fut nommée d'après la ville anglaise de Scarborough, Yorkshire du Nord, en 1796 par Elizabeth Simcoe (femme de John Graves Simcoe). Les falaises de Scarborough lui rappelaient les falaises de calcaire de sa région natale en Angleterre. Le nom de « Scarborough » est toujours utilisé par la plupart des habitants, et il est reconnu par la poste canadienne comme un nom de municipalité.

## Géographie
Scarborough est bordée au sud par le lac Ontario, à l'ouest par l'avenue Victoria Park, au nord par l'avenue Steeles East et à l'est par la rivière Rouge et la ville de Pickering. La rivière Rouge, qui est bordée par le Parc de la Rouge, traverse la ville avant de se jeter dans le lac Ontario.
Scarborough possède les caractéristiques d’une banlieue du vieux Toronto mais garde son propre caractère et sa propre ambiance.
Certains quartiers de Scarborough sont des destinations populaires pour les immigrants qui ajoutent leur propre culture à celle de Scarborough.

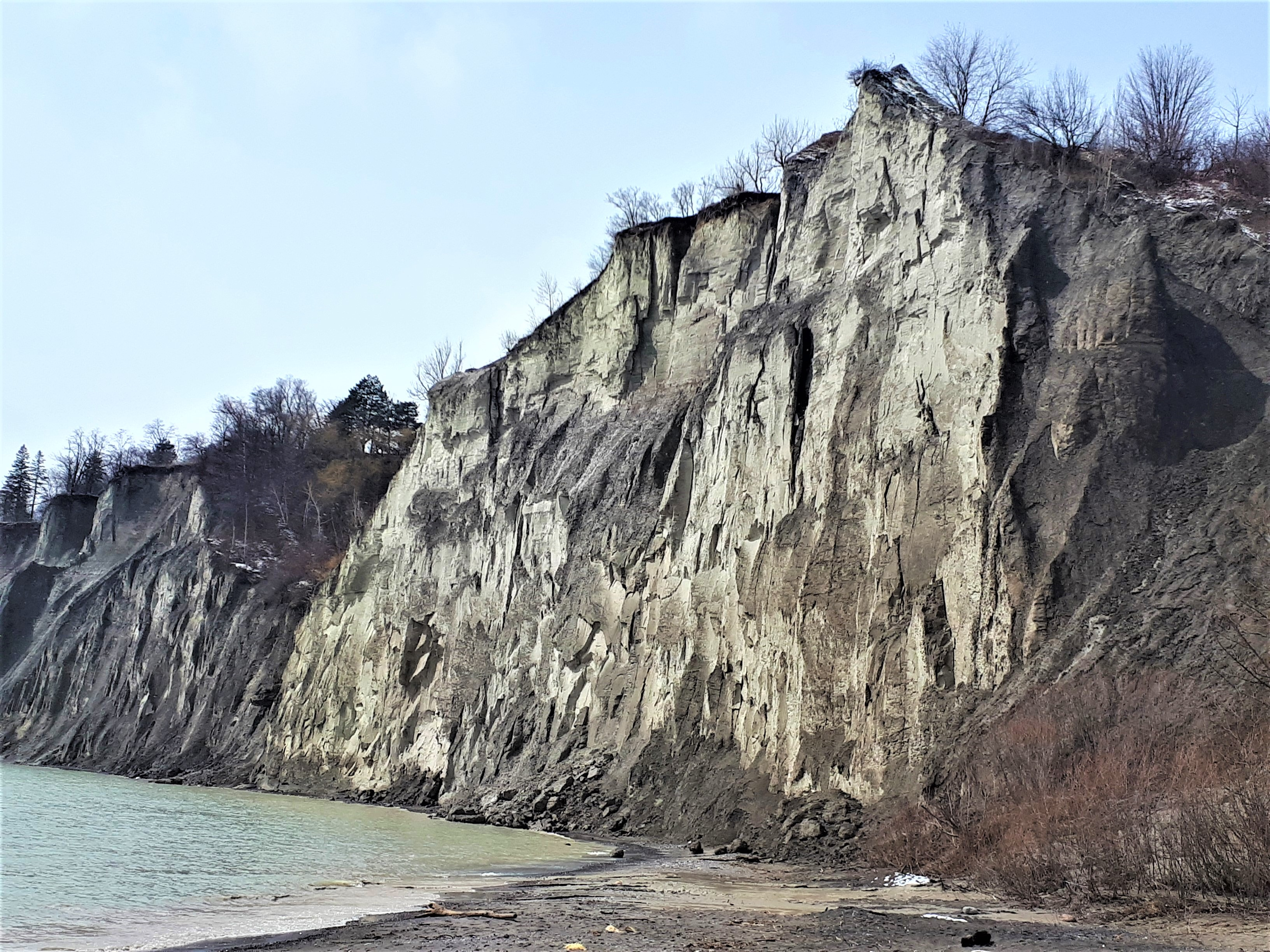
Falaises de Scarborough
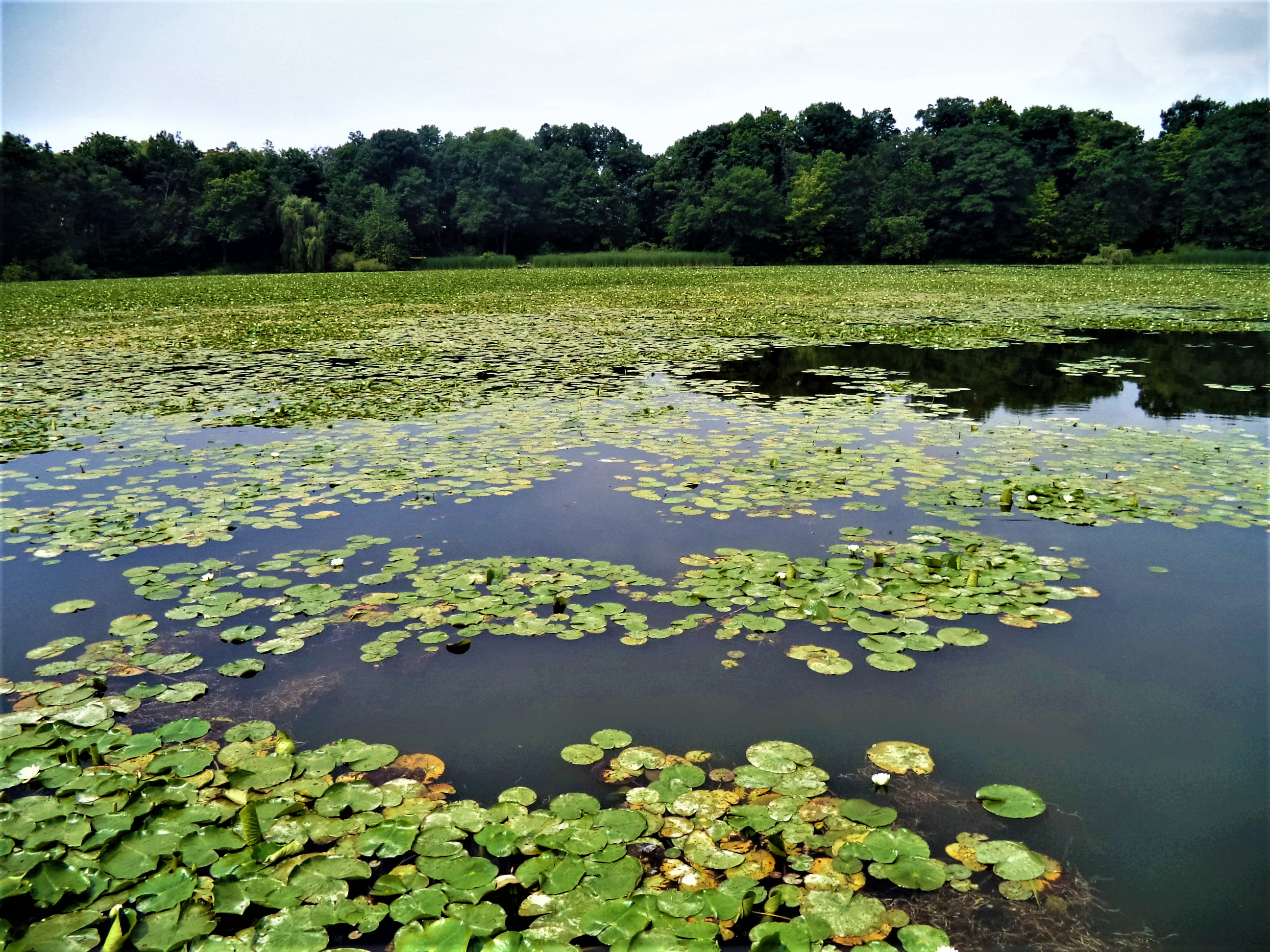
Parc urbain national de la Rouge
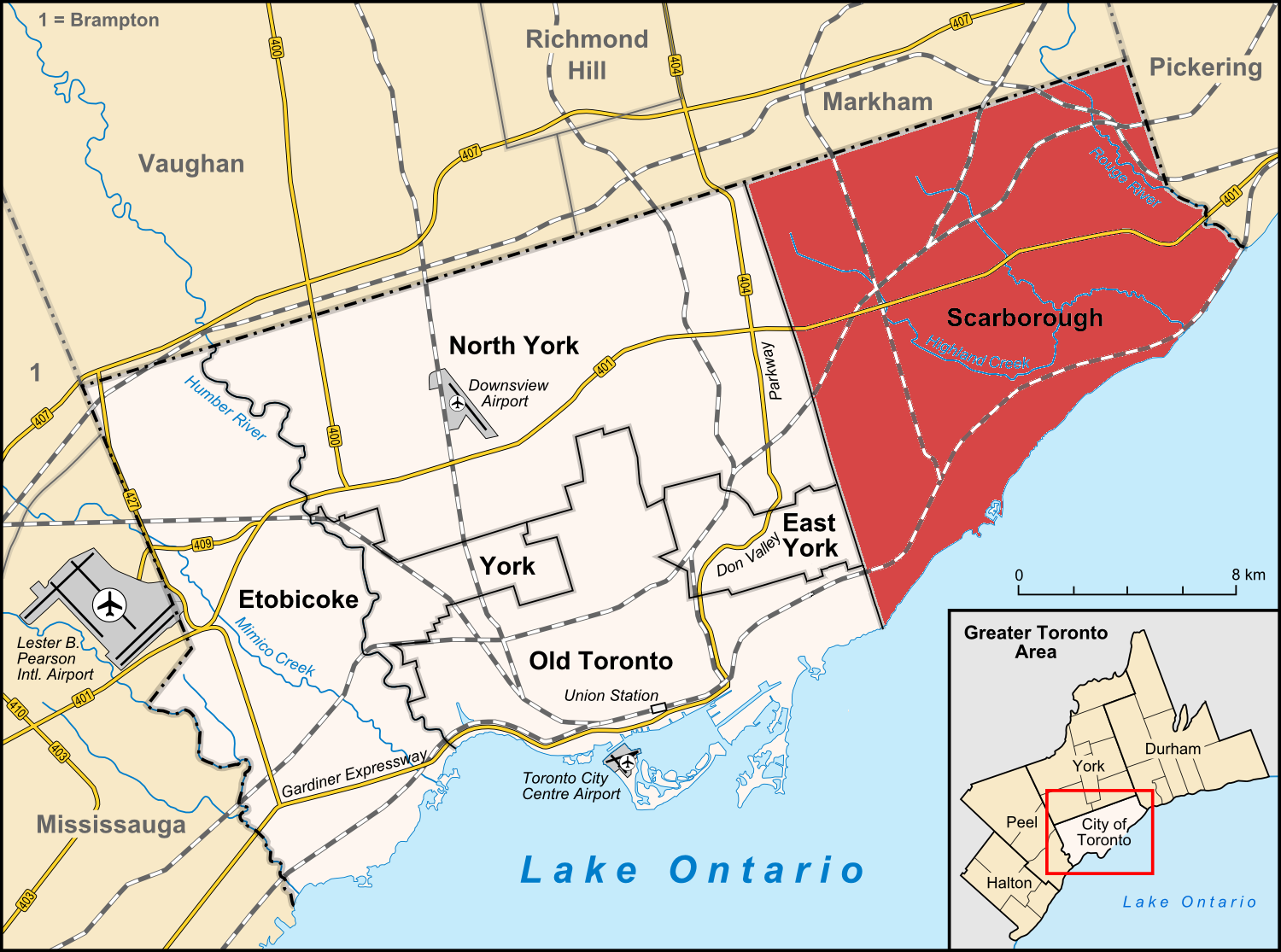
Situation dans la ville de Toronto.

## Éducation
Le Conseil scolaire du district de Toronto a les écoles publiques en anglais. Le Conseil scolaire Viamonde a les écoles publiques en français. Le Toronto Catholic District School Board a les écoles publiques catholiques. Le Conseil scolaire de district catholique Centre-Sud a les écoles publiques catholiques en français.

## Économie
De 1942 à 1945, la GECO (en)  (General Engineering Company), une importante usine de munitions y est en activitée.

## Personnalités liées à Scarborough
- Jim Carrey
- Christi Belcourt
- Barenaked Ladies
- Abel Tesfaye (The Weeknd)
- Ben Johnson
- Deryck Whibley
- Ellen Wong
- Luka Rocco Magnotta
- Mike Myers
- Steven Stamkos
- Dwayne De Rosario
- Larry Murphy
- Lilly Singh
- Andre De Grasse
- Wayne Simmonds
- James Earl Ray
- Vanessa James
- Tyler Toffoli
- La Mar Taylor
- Bryan Marchment
- Joël Lautier